# Herstmonceux

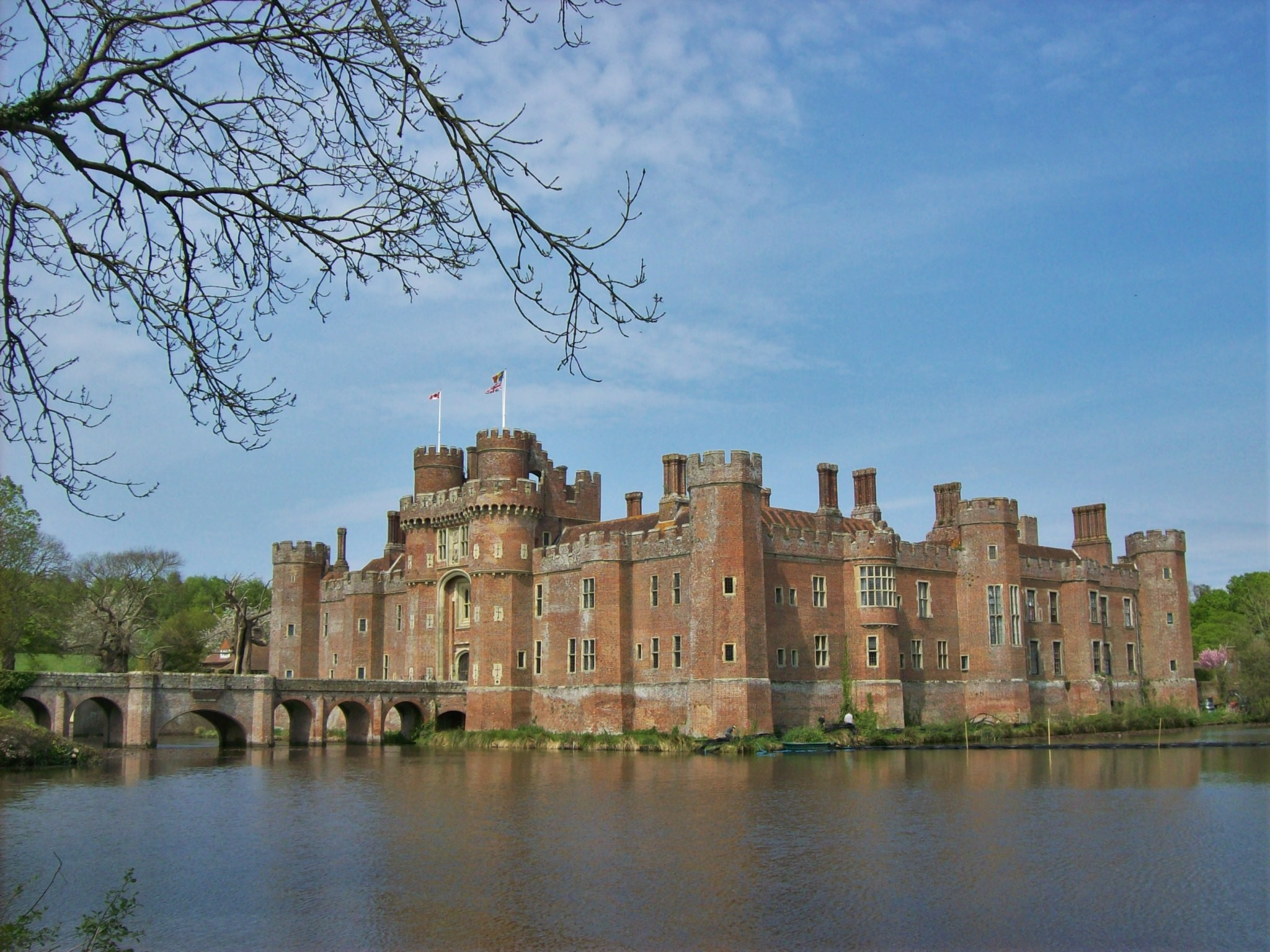
Il castello di Herstmonceux

Herstmonceux (pron. /ˌhɜːsmənˈzuː/) è un villaggio con status di parrocchia civile dell'Inghilterra sud-orientale, facente parte della contea inglese dell'East Sussex e del distretto di Wealden. La parrocchia civile conta una popolazione di circa 2.600 abitanti.

## Geografia fisica
Herstmonceux si trova a nord-ovest di Bexhill-on-Sea, tra le località di Hellingly e Castfield (rispettivamente ad est della prima e ad ovest della seconda).

## Storia
Le origini del villaggio risalgono al XII secolo con il matrimonio tra Idonea de Herste e la nobildonna Ingelram de Monceaux: dall'unione dei loro nomi ebbe origine il toponimo Herstmonceaux.

## Monumenti e luoghi d'interesse

### Architetture religiose

#### Chiesa di Ognissanti
Principale edificio religioso di Herstmonceux è la chiesa di Ognissanti, che presenta elementi del XV e XIX secolo.

### Architetture militari

#### Castello di Herstmonceux
L'edificio più famoso del villaggio è il castello di Herstmonceux, realizzato nella forma attuale nelle 1441 da Sir Roger Fiennes.
All'interno del castello, si trova l'ex-osservatorio astronomico che dipendeva dall'osservatorio di Greenwich.

### Architetture civili

#### Hill Mill
Altro edificio d'interesse è lo Hill Mill, un mulino a vento risalente al 1814.
|  |

## Società

### Evoluzione demografica
Al censimento del 2011, la parrocchia civile di Herstmonceux contava una popolazione pari a 2.613 abitanti, di cui 1.372 erano donne e 1.241 erano uomini.